# 건프라군
건프라군은 반다이에서 제작한 단편 애니메이션이다. TV 방송 중 광고로 송출된다.
유튜브에서 일본어판과 한국어판 재생목록 전편을 시청할 수 있다.

## 등장인물
이 캐릭터들은 모두 런너에 나갔다가 들어갔다를 할 수 있다. 간혹 건담인포 공식 홈페이지에서도 한 칸 띄어서 "~프라 군"으로 쓰기도 한다.

### 본편
- 건프라군 ※ 매우 다혈질적이다.
- 자쿠프라군 ※ 친절하고, 소심하다.
- 샤아자쿠군 ※ '이상한 뿔'이라는 소리를 들으면 실망해서 구석에 박힌다.
- 짐프라군 ※ 건프라군을 약올린다.
- 에어프라군 ※ 이름은 에어프라군 본인이 가진 것이 아니고, 건프라군이 지어준 이름이다. 원본 모빌슈트의 파일럿인 슬레타를 닮았는지, 매우 소심하다.
- 뉴건프라군 ※ 능글맞은 성격이다. 자신의 성격을 에어프라군에게 물들이기까지 했다.
- 소라 ※ 유일하게 인간 남자아이다.

### 특별편
- 에일 스트프라군
- 빌드 스트프라군

### 건프라군 극장
- 돔프라군 (가칭)
- 지옹프라군 (가칭)

## 성우
일본판 성우/대한민국판 성우 순으로 나눈다.
- 건프라군: 미우라 치유키/김가령 (김가령이 자신의 유튜브에서 알렸다.)
- 자쿠프라군: 샤모토 하루카/불명
- 샤아자쿠군: 토라시마 타카아키/불명
- 소라: 한일 모두 불명
- 짐프라군: 카지카와 쇼헤이/불명
- 에어프라군: 사카모토 유리/장예나 또는 김율(추정)
- 뉴건프라군: 아마사키 코헤이/김지율 (건프라군 역의 김가령과 마찬가지로 자신의 유튜브에서 알렸다. 남도형으로 잘못 알려졌다.)
- 에일 스트프라군: 츠키노 모아/불명
- 빌드 스트프라군: 아마카와 레미/김영은
- 돔프라군: 한일 성우는 3명 다 불명.
- 지옹프라군: 한일 모두 불명

## 에피소드
- 1화:건프라군, 어린이 방에 서다!!
- 2화:건프라군, 도구를 준비해 보자
- 3화:건프라군이 알려주는 전문용어!
- 4화:건프라군의 건담 이야기!
- 5화:건프라군, 내가 주인공!
- 6화:건프라군의 숙제!
- 7화:샤아자쿠군, 등장!
- 8화:건프라군, 파츠를 찾아야 해!
- 9화:건프라군의 위기?
- 10화:건프라군, 임무 완료!
- 11화:건프라군, 뉴페이스 등장!
- 12화:건프라군, 이름을 불러봐!
- 13화:건프라군의 한 마디!
- 14화:건프라군, 친구의 장점을 찾아봐!
- 15화:건프라 군, 건프라를 알려줘!
- 16화:자쿠프라군에게 물어봐야지!
- 17화:건프라군이 알려주는 전문용어! ※ 3화의 제목과 동일하다.
- 18화:뉴건프라군에게 물어봐야지!
- 19화:에어프라군의 실수?
- 20화:샤아자쿠군에게 물어봐야지!
- 21화:에어프라군, 졸업시험에 도전!
- 22화:에어프라군, 졸업 축하해!!
- 번외편:건프라군의 건프라가 드디어 상품화
- 특별편:건담 빌드 메타버스

### 건프라군 극장
- 1화: 무인편
- 2화: 슬픈 전사편
- 3화: 해후의 우주편

## 특징
건프라군 일행의 몸집이 작은 모습이 코코밍들과 유사하다. 완구 한정으로 제작 기업도 같다. 이들은 자신의 몸을 숨길 수 있는 아이템(짐프라군과 뉴건프라군을 제외한 건프라군 일행은 프라모델 런너, 코코밍들은 달걀)이 있고, 다른 인간들에게 모습을 보이면 안되는 코코밍들과 달리 건프라군 일행은 다른 인간들에게 모습을 보여도 되는 것이다. (21화와 22화에서 에어프라군을 참고하면 된다.)

## 발매
두 주인공 건프라군과 자쿠프라군은 모형 제품으로 발매되었다. 하지만 단점은 너무 쉽게 파손된다는 것이다.